# Acraeologa
Acraeologa is een geslacht van vlinders van de familie van de tastermotten (Gelechiidae). De wetenschappelijke naam van dit geslacht is voor het eerst voorgesteld door Edward Meyrick in een publicatie uit 1921. De soorten in dit geslacht komen in Zuid-Afrika voor.

## Soorten
- Acraeologa delotypa Janse, 1963
- Acraeologa xanthobasalis Janse, 1963
- Acraeologa xerochroa Meyrick, 1921